# Atrichum oerstedianum
Atrichum oerstedianum är en bladmossart som beskrevs av Mitten 1869. Atrichum oerstedianum ingår i släktet sågmossor, och familjen Polytrichaceae. Inga underarter finns listade i Catalogue of Life.